# Estany de la Nou
Estany de la Nou är en sjö i Andorra. Den ligger i parroquian Escaldes-Engordany, i den södra delen av landet. Estany de la Nou ligger 2 244 meter över havet.
Trakten runt Estany de la Nou består i huvudsak av gräsmarker och skog.